# Ginette Doyen
Ginette Doyen (Montceau-les-Mines, 10 juli 1921 - 27 augustus 2002) was een Frans pianiste.
Geneviève (roepnaam Ginette) Doyen was een dochter van André Doyen, ingenieur, en Louise Tétard.  
Al op zeer jonge leeftijd bleek haar muzikaliteit en toen zij 7 jaar oud was gaf zij haar eerste concert. Drie jaar later werd zij aangenomen aan het Conservatoire de Paris waar zij studeerde bij Lazare Lévy. Zij werd diverse malen onderscheiden, gedurende haar opleiding, maar ook op muziekconcoursen, onder andere op Concours International Gabriel Fauré. Haar loopbaan kwam mede hierdoor al snel op gang, hoewel het uitbreken van de oorlog hier tijdelijk een negatieve invloed op had. 
Zij had een uitgebreid repertoire: Bach, muziek uit de klassieke zowel als de romantische periode, maar ook modernere componisten zoals Fauré, Franck, Debussy, Ravel, Stravinski en Gershwin.
Zij trad op als soliste, onder andere met het Orchestre National en het Orchestre des Concerts Lamoureux, Colonne en Pasdeloup. Buiten Frankrijk, in Europa, Afrika, in India en Japan, trad zij op met talloze internationale orkesten. 
Door Westminster in New York, Vega in Paris en Nipon Westminster in Tokyo zijn een aantal plaatopnamen gemaakt, onder andere de Lieder ohne Worte van Mendelssohn en 10 Pièces pittoresques van Chabrier (beide première op plaat), de Ballades van Chopin, de Histoires van Jacques Ibert, de sonates van Beethoven voor piano en viool, de sonates van Gabriel Fauré, Florent Schmitt en Debussy, vaak samen met de violist Jean Fournier, (de broer van cellist Pierre Fournier) met wie zij op 12 augustus 1946 trouwde. 
Het Conservatoire national de région de Rouen kende haar een eredoctoraat toe, de Franse staat benoemde haar tot Chevalier de l’ordre national du Mérite et des Arts et des Lettres.
Een verwaarloosde blessure aan haar linkerduim ten gevolge van een val maakte in de jaren 70 een einde aan haar carrière.
Doyen overleed op 27 augustus 2002 en werd begraven in Torteval, Calvados.
- Biblioteca Nacional de España: XX1732170
- Bibliothèque nationale de France: cb14837334j (data)
- Gemeinsame Normdatei: 1251287182
- International Standard Name Identifier: 0000 0000 5944 6497
- Library of Congress Control Number: no92029961
- MusicBrainz: 1cb10433-523e-45e6-8638-92c06810830b
- Nationale Bibliotheek van Israël: 987007324598805171
- Virtual International Authority File: 56877876
- WorldCat: E39PBJqKbD8dk8q4Y7WPfbth73